# SC Konstanz-Wollmatingen
SC Konstanz-Wollmatingen is een Duitse voetbal- en sportclub uit Konstanz, Baden-Württemberg. 

## Geschiedenis
In 1909 werd FC Teutonia opgericht. Na de Eerste Wereldoorlog werd de club heropgericht als FC Wolmmatingen. In deze tijd was Wollmatingen nog een zelfstandige gemeente, pas in 1934 werden ze onderdeel van Konstanz. Omdat na de Tweede Wereldoorlog de Franse bezetter niet toestond dat de clubs hun vooroorlogse naam aannamen werd de club heropgericht als SV Wollmatingen. In 1954 werd terug de historische naam aangenomen. 
Nadat de club in 1964 degradeerde uit de Amateurliga, toen de derde klasse speelde de club nog tot 1973 in de 2. Amateurliga. Na drie degradaties op rij speelde de club in 1982 nog maar in de achtste klasse. De club ging nog wel enkele keren op en neer tussen verschillende divisies, maar pas in 2005 kon de club nog eens naar de vijfde klasse terugkeren. Al snel zakte de club terug weg naar de achtste klasse. In 2012 fuseerde de club met FC Konstanz tot SC Konstanz-Wollmatingen. Doordat FC Konstanz kampioen geworden was in de Bezirksliga ging de club van start in de Landesliga en na een middelmatig eerste seizoen eindigde de club vier jaar op rij in de top vier, maar in 2018 degradeerden ze terug. 